# 사도행자: 특별수사대
《사도행자: 특별수사대》(使徒行者)는 2016년 9월 한국에서 개봉한 중국의 액션, 드라마 영화이다. 문위홍이 감독을 맡았으며, 고천락, 장가휘, 오진우, 여시만, 클라라가 출연한다.

## 출연
- 고천락 : 사오즈랑 역
- 장가휘 : 란보원 역
- 오진우 : Q 팀장 역
- 여시만 : 아딩 역
- 클라라 : 암살범 역
- 허소웅 : 탠환시 역
- 황장흥
- 주선
- 장혜문
- 이광결 : 동바이호 역